# Odontophorus erythrops
Odontophorus erythrops е вид птица от семейство Odontophoridae.

## Разпространение
Видът е разпространен в Еквадор, Колумбия, Коста Рика, Никарагуа, Панама и Хондурас.